# Nicolai Iversen
Nicolai Iversen (* 27. Januar 1980 in Egå) ist ein ehemaliger dänischer Basketballspieler. Der 2,05 Meter große Flügelspieler gewann acht Mal die dänische Meisterschaft. Zu seinen Auslandsstationen gehörten unter anderem Basket-Club Boncourt, SV 03 Tübingen und USC Heidelberg.

## Laufbahn
Iversen spielte als Jugendlicher zunächst bei der Hjortshøj-Egå Idrætsforening und gab in der Saison 2000/01 bei Aabyhøj IF seinen Einstand in der ersten dänischen Liga (Basketligaen). 2001/02 spielte er am San Jose City College in den Vereinigten Staaten, in der Saison 2002/03 bei den Bakken Bears in seinem Heimatland, gefolgt von Stationen in unterschiedlichen europäischen Ländern: Deutschland (SV 03 Tübingen; 2003/04), Spanien (Alcudia Aracena; 2004), Belgien (Verviers-Pepinster; 2004), erneut Deutschland (USC Heidelberg; 2005), Ungarn (Gunaras KC Dombovar; 2005/06) und Schweiz (Basket-Club Boncourt; 2006).
Während des Spieljahres 2006/07 kehrte er zu den Bakken Bears zurück und spielte für die Mannschaft zunächst bis zum Ende der Saison 2007/08. Es zog Iversen nach Italien, wo er in der Saison 2008/09 für den Zweitligisten Aget Imola spielte. Von 2009 bis 2011 stand er in Diensten der Svendborg Rabbits, ehe er zum Ligakonkurrenten Bakken zurückging. Dort spielte Iversen bis zu seinem Karriereende im Frühjahr 2018. Mit Bakken spielte er auch in den mehreren europäischen Vereinswettbewerben.
Iversen wurde acht Mal dänischer Meister (sieben Mal mit Bakken, einmal mit Svendborg) sowie vier Mal dänischer Pokalsieger. Vom Internetbasketballdienst eurobasket.com wurde er in den Spielzeiten 2007/08, 2009/10, 2010/11 und 2012/13 zum besten dänischen Spieler der Basketligaen gekürt. 2010/11 wurde er von der Basketligaen zum Spieler des Jahres gewählt, nachdem er in der dänischen Liga 19,1 Punkte pro Spiel erzielt hatte, was sein Basketligaen-Karrierehöchstwert war.
Iversen war jahrelang Spielführer der dänischen Nationalmannschaft.
Nach dem Ende seiner Spielerlaufbahn wurde Iversen Trainer bei Lystrup IF.